# Dämmtechnik
Die Dämmtechnik umfasst innerhalb der Bauphysik alle Maßnahmen zur Wärmedämmung, Kältedämmung und zum Schallschutz.
Die Hauptgründe für die Dämmung von Gebäuden sind: Energieverluste und Bauschäden zu vermeiden, bauhygienische Standards zu gewährleisten sowie die physische und psychische Gesundheit von Menschen zu schützen.
Darüber hinaus spielt Dämmtechnik für Industrieanlagen eine wichtige Rolle, um die Effektivität von Anlagen zu erhöhen, Kosten zu reduzieren, Anlagen zu schützen und deren Standzeiten zu verlängern.

## Physikalischer Erklärungsansatz
Vakuum ist das beste Dämmmittel, weil Wärmeleitung und Konvektion sowie Schallübertragung unmöglich sind. Die Wärmestrahlung lässt sich wie in der Thermoskanne durch Verspiegelung stark reduzieren. Trotzdem wird der Zwischenraum meist mit Gas, meist Luft, gefüllt, weil die Aufrechterhaltung des Vakuums und vor allem die Beherrschung der enormen Kräfte, die der Druckunterschied auf die Wandungen ausübt, oft problematisch sind.
In einer größeren Zelle ist ruhende Luft nur möglich, wenn alle Zellwände die gleiche Temperatur haben. Sobald eine Wand eine höhere Temperatur besitzt als die andere, wird die eingeschlossene Luft durch natürliche Konvektion in Bewegung gesetzt: sie heizt sich dann an der warmen Fläche auf, die Dichte sinkt, die Luft steigt auf. An der kalten Fläche kühlt sie sich ab und fällt herab. So entsteht ein Strömungskreislauf von der warmen zur kalten Seite und zurück – die Konvektion.
Ebenso in Betracht zu ziehen ist der Wärmetransport, der durch die Wärmeleitung in den Zellwänden selbst entsteht. Alle Dämmmaterialien beruhen auf dem Prinzip, dass die Luftzellen so klein sind, dass sich infolge der Reibungskräfte an den Wänden kaum Konvektion, durch die minimalen Temperaturunterschiede der Wände aber auch kaum Strahlung ausbilden kann. Außerdem müssen die Zellwände aus einem Material bestehen, das die Wärme schlecht leitet und die herrschenden Temperaturen konstant hält. Wichtigste Voraussetzung für einen guten Dämmeffekt ist demnach, dass der Wärmeschutzstoff mit möglichst vielen Luftporen von mikroskopischer Kleinheit gleichmäßig durchsetzt ist und die Porenwände selbst aus einem schlecht wärmeleitenden Material beschaffen sind.

## Die Berechnung der Dämmfähigkeit eines Stoffes
Die Wärmeleitfähigkeit ist eine Stoffeigenschaft und wird zur Berechnung des Wärmestroms durch einen Stoff aufgrund der Wärmeleitung dieses Stoffs benutzt. Die Einheit der Wärmeleitfähigkeit ist W/(m · K).

## Hauptbereiche der Dämmtechnik

### Wärmedämmung
Die Wärmedämmung soll den Verlust von Energie an die Umgebung reduzieren. Beispielsweise die Wärmedämmung von Außenbauteilen sowohl im Wohnbau als auch im gewerblichen Bau hat großen Einfluss auf den Energiebedarf und -verbrauch der Gebäude und Anlagen. Ein wichtiges Ziel ist die Einsparung von Energie durch Vermeiden von Wärmeverlusten an die Umgebung. Dämmtechnik betrifft hier die Herstellung von Baustoffen, als auch bei der Herstellung und Nutzung von Gebäuden und Industrieanlagen.

### Kältedämmung
Eine Dämmung gegen Kälte soll einen unerwünschten Eintrag von Wärme vermeiden. Es handelt sich also physikalisch ebenfalls um eine Wärmedämmung. Im allgemeinen Sprachgebrauch wird also eine Wärmedämmung zur Aufrechterhaltung einer Temperatur unter der Umgebungstemperatur als Kältedämmung bezeichnet. Wichtig ist diese Dämmung z. B. um Kondensatanfall an kalten Bauteilen zu vermeiden oder Verluste von (Kälte-)Anlagen zu minimieren. Bevorzugte Dämmstoffe sind geschäumte Kunststoffe wie Extrudiertes Polystyrol und geschäumter Neopren-Kautschuk, da diese anfallendes Kondenswasser nicht aufnehmen.

### Schalldämmung
Lärm stellt einen erheblichen Belastungsfaktor für Menschen und Tiere dar. Gerade technischen Anlagen sind wichtige Lärmquellen. Für die Mitarbeiter eines Betriebes oder auch an die Anlagen angrenzende Nachbarschaft ist dieser Schallpegel oftmals störend oder sogar unzumutbar. Neben konstruktiven Veränderungen der Maschinen bieten Schalldämmungen eine Möglichkeit,  Schallpegel zu reduzieren.
Auch im Wohnungsbau ist anzustreben, dass die Wohnung möglichst gut vom Straßenlärm, als auch von Geräuschen aus dem Treppenhaus und den Nachbarwohnungen abgeschirmt ist.
Bei der Schalldämmung wird Körper- und Luftschall mit unterschiedlichen Maßnahmen an der Ausbreitung gehindert. Eine weitere Maßnahme zum Schallschutz ist die Schalldämpfung.

## Die Geschichte der Dämmtechnik im Rohrleitungs- und Heizungsbau

### Plastische Wärmeschutzmassen
In den 1920er Jahren waren plastische Wärmeschutzmassen verbreitet, die z. B. aus Kieselgur, Magnesia oder „Depegee“-Staub bestanden und zusammen mit einem Bindemittel und Wasser zu Brei verrührt und dann schichtweise auf das zu dämmende Objekt aufgetragen wurden. Dazu wurde der Behälter bzw. die Rohrleitung vorgewärmt und noch so lange geheizt, bis das Dämmmaterial abgebunden und das Wasser aus der Dämmmasse ausgetrieben war. Zu dieser Zeit hatte die Dämmtechnik mit einer Reihe von Problemen zu kämpfen. Es ließ sich nicht vermeiden, dass eine gewisse Restfeuchtigkeit in der Masse verblieb, und schon 1 % Feuchtigkeitsgehalt senkte den Dämmeffekt um ca. 10 %. Das Wasser füllte die feinen Poren und verhinderte so deren anhaltende Dämmwirkung. Die damals auf dem Markt befindlichen Dämmsteine und -formteile mussten mit nasser Dämmmasse als Binder auf den Wärmeträger aufgebracht, mit der nassen Masse verfugt und außen abgestrichen werden – deshalb verblieb Feuchtigkeit in der Dämmung.
Zudem wiesen die Dämmarten keine niedrige Wärmeleitfähigkeit und so hohe Raumgewichte auf, dass die Tragekonstruktionen der Rohrleitungen und Behälter stärker ausgelegt werden mussten. Auch durch die starr auf den Oberflächen haftenden Materialien und durch die unterschiedlichen Ausdehnungskoeffizienten entstanden Risse, was zum Abbröckeln der Dämmmasse führte.

### Trockenstopfdämmung im Blechmantel
Aufgrund der Nachteile der plastischen Wärmeschutzmassen wurde Ende der 20er Jahre die Trockenstopfdämmung im Blechmantel von der Bohle-Gruppe entwickelt. Hierbei wurde ein Blechmantel aus verbleitem oder verzinktem Eisenblech auf Distanzhaltern um die Rohrleitung verlegt und der Hohlraum durch einen Füllschlitz mit der Dämmmasse „gestopft“ und dann mit einem Deckel verschlossen. Als Füllstoff diente pulverförmiger „Depegee“-Gichtstaub, ein Sediment der Gichtgase beim Hochofenprozess; später wurde gereinigte Schlackenwolle verwendet, ein Fasermaterial aus geblasener Hochofenschlacke.
Diese neue Methode brachte entscheidende Vorteile:
1. der stabile Blechmantel schützte den hochwertigen Dämmstoff vor äußerer mechanischer Beschädigung
2. durch die meterweise angesetzte Überlappung der Nähte und dadurch, dass die Rundnähte nicht miteinander verbunden waren, konnte der äußere Blechmantel die Wärmeausdehnungen des Wärmeträgers mitmachen; die Dehnungen wurden in den Rundnähten aufgefangen
3. als Dämmstoffe konnten lockere und vor allem trockene Stoffe verwendet werden, die sich den Wärmedehnungen anpassten und eine niedrige Wärmeleitfähigkeit sowie ein geringeres Raumgewicht aufwiesen
4. die Dämmung konnte auf das kalte Objekt montiert werden und brauchte nicht erst tage- oder gar wochenlang auszutrocknen: sie brachte ihren vollen Dämmeffekt direkt von der ersten Stunde an
5. die Lebensdauer war gegenüber der alten Dämmmethode vier- bis fünfmal höher, erreichte sogar die Lebensdauer der Anlage selbst.

Der Nachteil dieser Methode waren hohe Anschaffungskosten für den Blechmantel und hohe Lohnintensität für die Montage.

### Mineralwoll-Blechmattendämmung
Anfang der 1930er Jahre wurden Mineralwoll-Blechmattendämmung entwickelt. Auf der Innenseite des passgenau vorgerichteten Blechmantels wurde zunächst ein System von dünnen Blechhaften gelötet, die durch die Dämmschicht ragten. Als Korrosionsschutz erhielt die Innenseite einen satten Bitumenanstrich, in den noch im Nasszustand Mineral- oder Glaswolle mit der vorgeschriebenen Stärke und dem nötigen Raumgewicht aufgepolstert wurde. Den Abschluss nach innen bildete ein engmaschiges Drahtgeflecht, um das die herausragenden Haften gebogen wurden. So entstand ein einheitliches, montagefertiges Bauelement. Das Verfahren war der bisherigen Trockenstopfdämmung in etwa vergleichbar, aber sehr viel wirtschaftlicher.

### Drahtgeflecht versteppte Matten zur Dämmung
In den 1950er Jahren wurden mit Drahtgeflecht versteppte Matten zur Dämmung verwendet:
Das Dämmmaterial wurde also wieder vom Blechmantel getrennt und man hatte einen mit garantiert gleichmäßiger Stopfdichte gefertigten Dämmkörper, der weit schneller und problemloser zu montieren war. Vor Anbringung des Mantels konnten sogar noch Fugen und sonstige Hohlräume ausgestopft werden. Darüber hinaus verbesserten sich die Bedingungen für eine De- und Remontage, da das Dämmmaterial durch die Versteppung ja mit dem Drahtgeflecht verbunden war. Einziges Handicap war, dass die Steppfäden am heißen Objekt über 100 °C verschmoren konnten. Durch Verwendung von Asbest oder Glasgarn, später durch dünnen, verzinkten Draht ersetzt, wurde das Problem beseitigt. Die moderne Dämmtechnik ist praktisch eine Weiterentwicklung dieses Prinzips, das auf der Verarbeitung lockerer, trockener Mineralfaserstoffe hinter einem schützenden Blechmantel basierte und heute in der ganzen Welt verbreitet ist.

### Dämmung heute mit Polyurethan-Schaumstoff
Polyurethan-Schaumstoffe entstehen durch Polymerisation von Polyisozyanaten mit Polyolen in Anwesenheit von Katalysatoren. Als Treibmittel dient Monofluortrichlormethan (z. B. Frigen R11). Bei der chemischen Reaktion des Polyols mit dem Isozyanat wird Wärme frei, die das flüssige Treibgas über den Siedepunkt erwärmt und es somit zum Verdampfen bringt. Der noch weiche Kunststoff umschließt die Gasbläschen, und das so entstandene Schaumgefüge erhärtet nach Abschluss der Reaktion. Während dieser Zeit entsteht ein Druck, der den noch fließfähigen Schaum in jeden kleinsten Hohlraum treibt. Durch seine Klebefähigkeit während der Reaktionszeit verbindet sich der Schaum innig mit den ihn umgebenden Deckschichten, wie z. B. Blechmantel und Objektoberfläche. Der abgebundene Schaum bildet ein Gefüge aus einer Vielzahl kleinster, mehr oder weniger elastischer Zellen von absolut gleichmäßiger Struktur. Der Anteil an geschlossenen Zellen beträgt bis zu 95 %. Das Raumgewicht kann durch Änderung der Rezeptur des Gemisches je nach den Anforderungen variiert werden.
In den Verfahrensarten unterscheidet man die Gieß- und die Spritzmethode. Bei der Gießmethode werden an geeigneten Stellen Einfülllöcher in das Schalungsmaterial (i. d. R. Blechmäntel) geschnitten. Dann wird das Material in flüssigen Zustand als kompakter Strahl von Hand mit der Maschine in den Hohlraum gegossen. Möglich ist auch das Gießen im sogenannten Überschichtungsverfahren, wobei das Material schichtweise aufgebracht wird. Hierbei verbindet sich das bereits erstarrte Schaumgefüge mit der danach aufgebrachten Schicht exakt und fugenlos. Bei der Spritzmethode, auch Sprühdämmung genannt, entsteht der Schaumstoff nach dem Versprühen des Gemisches derart schnell, dass man senkrechte Flächen, aber auch Flächen über Kopf schäumen kann, ohne dass ein Ablaufen oder Abtropfen des Schaumes zu befürchten ist. Gerade dieser Vorteil des Polyurethan-Schaumes macht ihn neben den ausgezeichneten Dämmwerten und der Druckfestigkeit zu einem optimalen Dämmstoff. Das Forschungsinstitut für Wärmeschutz e.V., München, hat im Jahre 1984 die Wärmeleitfähigkeit des Gießschaumes (Ortschaum, der amtlich auf der Verwendungsstelle entnommen wurde) mit folgendein Prüfergebnis gemessen: Bei einer Rohdichte von 46 kg/m³ ergaben sich folgende Werte:
| Mitteltemperatur in °C | Wärmeleitfähigkeit in W/(m·K) |
| ---------------------- | ----------------------------- |
| 07,1                   | 0,0184                        |
| 16,7                   | 0,0193                        |
| 33,4                   | 0,0212                        |

Diese Zahlen sind der Beweis für das ausgezeichnete Wärmedämmvermögen des Polyurethan-Schaumstoffes.

## Energieeinsparungen durch Dämmtechnik
Angemessene Dämmungen und somit die rationale Verwendung von Energie ist besonders im Zusammenhang mit dem Treibhauseffekt (CO2-Ausstoß) erwähnenswert. In privaten Haushalten wird knapp 80 % der eingesetzten Energie für die Raumheizung verwendet. Die Einsparpotenziale im Hinblick auf die CO2-Erzeugung liegen bei 70–90 %. Viele industrielle Prozesse laufen bei mehreren hundert Grad Celsius ab. Wird die Wärmeleitfähigkeit von verwendeten Baustoffen durch professionelle, moderne Dämmung verringert, lassen sich Energieverluste um bis zu 70 % reduzieren, wie die Initiative „Pro Klimaschutz“ herausgefunden hat – ein geringerer Energiebedarf bedeutet geringere CO2-Emissionen.

## Kosten
Vor dem Hintergrund stetig wachsender Energiekosten ist eine Investition in moderne Dämmtechnik ebenfalls zu betrachten. Hierzu ist es interessant, die Verbraucherpreise der gängigen Energieträger der letzten zehn Jahre zu betrachten. Der Heizölpreis ist laut Bundesministerium für Wirtschaft und Umwelt von 2001 bis 2011 von  38,45 €/100 l auf 81,62 €/100 l gestiegen (↑212 %). Der Erdgaspreis erhöhte sich in dieser Zeitspanne von 4,84 ct/kWh auf 6,66 ct/kWh (↑138 %). Der Strompreis stieg von 15,44 ct/kWh auf 25,08 ct/kWh (↑162 %). Die Zahlen verdeutlichen, wie stark die Energiepreise in den letzten Jahren gestiegen sind. Unternehmen und private Haushalte können folglich Geld sparen mit der Verwendung von modernen und hochwertigen Dämmungen und gleichzeitig die Umwelt schonen.